# リバーデイル駅 (ニューヨーク州)
リバーデイル駅（Riverdale）は、ニューヨーク州ニューヨーク市ブロンクス区にあるメトロノース鉄道の駅。

## 概要
メトロノース鉄道のハドソン線の駅である。この駅からニューヨーク州にあるグランド・セントラル駅に行ける。オフピーク時は1地時間に2本止まる。グランド・セントラル駅までは26分かかる。

## 利用可能な鉄道路線／列車
メトロノース鉄道：
■ハドソン線

## 駅構造
| 6番線 | ホーム | 4番線 | 2番線 | 1番線 | 3番線 | ホーム |

2面4線（2単式）のホームを持つ地上駅である。4番線ホームの反対側には貨物用の6番線があり、こちらは非電化で普段使用しない。
| のりば | 路線         | 方向 | 行先                               | 備考 |
| ------ | ------------ | ---- | ---------------------------------- | ---- |
| 3      | ■ ハドソン線 | 下り | クロトン・ハーモン/ ポキプシー方面 |      |
| 4      | ■ハドソン線  | 上り | グランド・セントラル方面           |      |

## 駅周辺
パーキング
153台の車だけが駐車できる
バス路線
ハドソン・レール・リンク: A, B, C, D

## 隣の駅
メトロノース鉄道
■ハドソン線
スピュトン・ダイビル - リバーデイル - ラッドロー